# 나이트 센터 콤플렉스
나이트 센터 콤플렉스(Knight Center Complex)은 미국 플로리다주 마이애미에 위치한 복합 단지이며, 유명 언론인 제임스 L. 니아트 (James L. Knight)의 이름을 따 명명되었다. 개장 이후 다수의 비즈니스, 엔터테인먼트 행사를 개최했으며, 마이애미 대학교 농구팀의 경기장으로 활용되기도 했다.